# Лісне (футбольний клуб)
ФК «Лісне» — аматорський футбольний клуб із села Лісне Київської області, заснований 2023 року. Клуб представляє місцеву громаду на змаганнях обласного та всеукраїнського рівня. Основні клубні кольори — білий і чорний.

## Історія
Клуб утворено 2023 року в межах проєкту з розвитку дитячо-юнацького футболу у Київській області. Починаючи з сезону 2023/24 «Лісне» виступало у Вищій лізі чемпіонату Київської області, а наступного року клуб взяв участь у чемпіонаті України серед аматорів 2024/25.
2025 року команда, маючи хороші фінансові умови, взяла собі за ідею отримати професіональний статус. До складу команди запросили колишніх гравців київського «Динамо» Сергій Рибалка та Денис Гармаш, а також інші футболісти з досвідом виступів в УПЛ.

## Стадіон
Домашні матчі команда проводить на стадіоні «Бузова-Арена» у селі Бузова: штучне покриття, місткість — близько 200 глядачів.

## Досягнення
- Срібний призер Чемпіонату Київщини-2024/2025[5]
- Переможець Меморіалу Макарова 2025, півфіналіст — 2024[6]
- Бронзовий призер Меморіалу Щанова 2024 року.